# Xinfeng (Shaoguan)

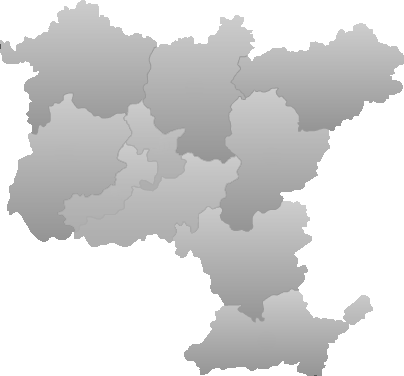
Lage des Kreises Xinfeng im Gebiet der bezirksfreien Stadt Shaoguan

Der Kreis Xinfeng (chinesisch 新丰县, Pinyin Xīnfēng Xiàn) ist ein Kreis der bezirksfreien Stadt Shaoguan im Norden der chinesischen Provinz Guangdong. Er hat eine Fläche von 1.967 km² und zählt 195.430 Einwohner (Stand: Zensus 2020). Sein Hauptort ist das Straßenviertel Fengcheng (丰城街道).

## Administrative Gliederung
Auf Gemeindeebene setzt sich der Kreis aus einem Straßenviertel und sechs Großgemeinden zusammen. 